# 佐太村
佐太村（さだむら）は、島根県八束郡にあった村。現在の松江市鹿島町佐陀本郷、鹿島町佐陀宮内、鹿島町武代にあたる。

## 地理
- 河川：佐陀川[1]
- 山岳：朝日山[1]

## 歴史
- 1889年（明治22年）4月1日、町村制の施行により、秋鹿郡佐陀本郷村、佐陀宮内村、武代村が合併して村制施行し、佐太村が発足[1][2]。
- 1896年（明治29年）4月1日、郡の統合により八束郡に所属[2]。
- 1911年（明治44年）無限責任佐太村信用組合設立[1]。
- 1948年（昭和23年）佐太村農業協同組合設立[1]
- 1956年（昭和31年）3月3日、八束郡恵曇町、講武村、御津村と合併し鹿島町を新設して廃止された[1][2]。

## 産業
- 農業[1]

## 名所・旧跡・観光地
- 佐太神社[1]